# Ambystoma bombypellum
Ambystoma bombypellum is een salamander uit de familie molsalamanders (Ambystomatidae). De soort werd voor het eerst wetenschappelijk beschreven door Edward Harrison Taylor in 1940. Oorspronkelijk werd de wetenschappelijke naam Ambystoma bombypella gebruikt.

## Verspreiding en leefgebied
Deze soort komt voor in San Martin in het noordwesten van Mexico op 2500 meter hoogte boven zeeniveau.